# Prix Innovation
 (décembre 2023).
Si vous disposez d'ouvrages ou d'articles de référence ou si vous connaissez des sites web de qualité traitant du thème abordé ici, merci de compléter l'article en donnant les références utiles à sa vérifiabilité et en les liant à la section « Notes et références ».
Les prix Innovation sont remis depuis 1991 par l'Association de la recherche industrielle du Québec (ADRIQ). Ils sont remis à des organisations et des personnalités ayant marqué l'innovation au Québec.

## Lauréats du prix Carrière industrielle
- 1991 - Morrel P. Bachynski
- 1992 - William H. Gauvin
- 1992 - R. Charles Terreault
- 1993 - Jacques Gauthier
- 1994 - Francesco Bellini
- 1995 - Réal V. L'Archevêque
- 1997 - André J. Boutin
- 2000 - Lionel Hurtubise
- 2001 - Édouard Brochu
- 2004 - Pierre Boucher
- 2005 - John Holding
- 2006 - Jean-Marie Chabot

## Lauréats du prix Carrière institutionnelle
- 1991 - Michel Normandin
- 1992 - Roger A. Blais
- 1993 - Maurice Brossard
- 1994 - Bernard Coupal
- 1995 - Charles E. Beaulieu
- 1996 - Louis Berlinguet
- 1998 - Fernand Labrie
- 1999 - Jean-Guy Paquet
- 2001 - Fernand Landry
- 2002 - Roger A. Lessard
- 2003 - Camille Limoges
- 2004 - Jean Nicolas
- 2005 - Jacques G. Martel
- 2006 - André Bazergui

## Lauréats du prix Valorisation
- 2004 - Denis Beaudry
- 2005 - Jacques Fortin, École de technologie supérieure
- 2006 - Gilbert Drouin

## Lauréats du prix Innovateur
- 2003 - Maher Boulos, Université de Sherbrooke
- 2004 - Michael D. Buschmann, École polytechnique de Montréal
- 2005 - Yves Fradet, Université Laval
- 2006 - Tony Falco